# Virtual International Authority File

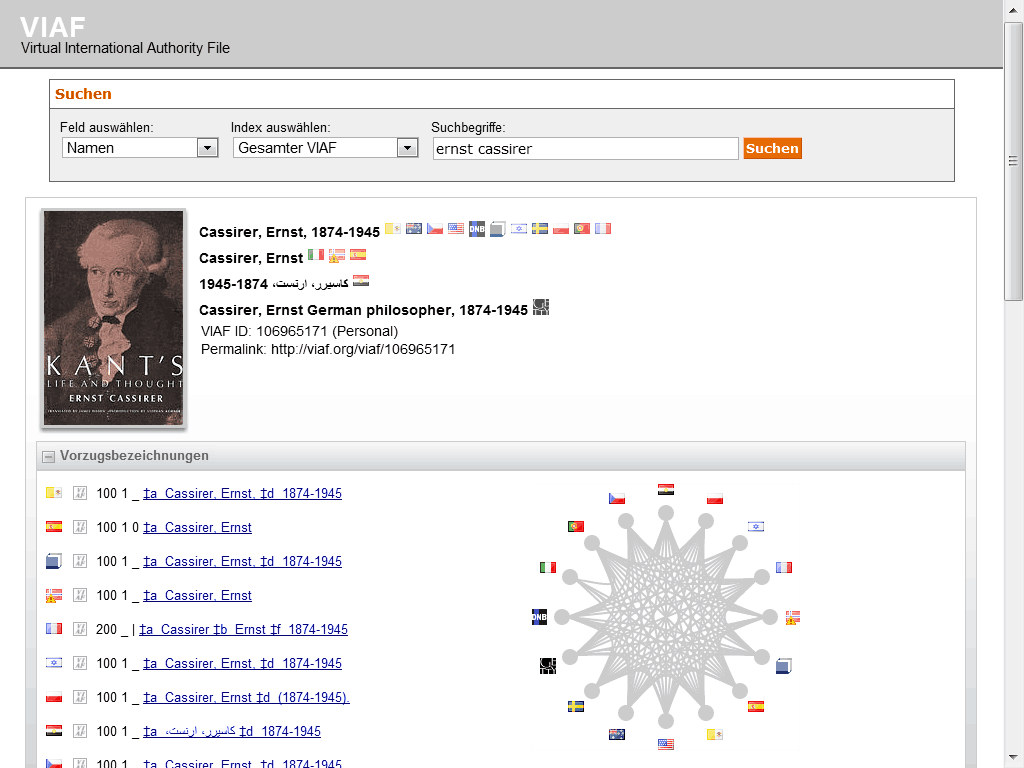
Captură de ecran

Un Fișier de Autoritate Internațională  Virtuală (din engleză: Virtual International Authority File  - VIAF) este un fișier internațional de autoritate. VIAF este un proiect comun al mai multor biblioteci naționale și este operat de către OCLC (Online Computer Library Center). Proiectul a fost inițiat de către Biblioteca Națională din Germania și de către Biblioteca Congresului Statelor Unite ale Americii.
Scopul este de a lega fișierele naționale de autoritate într-un singur fișier de autoritate virtual. În acest fișier, înregistrări identice din diferite seturi de date sunt legate împreună. O înregistrare VIAF primește un număr standard, conține ca înregistrări primare „vezi” și „vezi și” de la înregistrările originale și referințe ale înregistrărilor autorității originale. Datele sunt disponibile online pentru cercetare, schimb de date și partajare. Actualizarea reciprocă folosește protocolul Open Archives Initiative.
Numerele fișierelor sunt de asemenea adăugate la articole biografice Wikipedia.

## Legături externe
- Site web oficial
- Brochures about aspects and purposes of VIAF (at OCLC)